# Pseudoxyrhophiidae
Pseudoxyrhophiidae — семейство змей надсемейства Elapoidea, ранее рассматривавшееся как подсемейство ужеобразных.

## Роды
Включает 22 рода:
- Alluaudina — Змеи Аллюауда, или аллюаудины[3]
- Amplorinus
- Brygophis
- Compsophis — Комсофисы[4]
- Ditypophis — Сокотранские дитипофисы[5]
- Dromicodryas — Мадагаскарские дромикодриасы[5]
- Duberria - Африканские улиткоеды[6]
- Elapotinus - Эляпотинусы[7]
- Heteroliodon — Мадагаскарские ужи Бёттгера[8]
- Ithycyphus — Итицифусы[9]
- Langaha — Мадагаскарские древесные ужи
- Leioheterodon
- Liophidium — Лиофидиумы[10]
- Liopholidophis — Мадагаскарские короткие ужи[10]
- Lycodryas — Ликодриасы[11]
- Madagascarophis — Мадагаскарские ужи Мертенса
- Micropisthodon — Микропистодоны[12]
- Pararhadinaea — Парарадинеи[13]
- Parastenophis
- Phisalixella
- Pseudoxyrhopus — Псевдоксиропусы[14]
- Thamnosophis